# JR貨物UF41A形コンテナ
| スタブアイコン | サブスタブ | この項目は、まだ閲覧者の調べものの参照としては役立たない、鉄道に関連した書きかけの項目です。この項目を加筆・訂正などしてくださる協力者を求めています（P:鉄道/PJ:鉄道）。 |

UF41A形コンテナ（UF41Aがたコンテナ）は、日本貨物鉄道（JR貨物）輸送用として籍を編入している30ft私有コンテナ（冷凍コンテナ）である。
1996年度から製造された。
形式の数字部位 「 41 」は、コンテナの容積を元に決定される。このコンテナ容積41㎥の算出は、厳密には端数四捨五入計算の為に、内容積40.5 - 41.4㎥の間に属するコンテナが対象となる。
また形式末尾のアルファベット一桁部位 「 A 」は、コンテナの使用用途（主たる目的）が 「 普通品の輸送 」を表す記号として付与されている。

## 番台毎の概要

### 0番台
00001 - 00005
園田陸運所有。全高2530mm（規格外）、全長9410mm（規格外）、全幅規格外。コキ100系積載限定。福岡貨物ターミナル駅 - 東京貨物ターミナル駅専用。青函トンネル通過禁止。
仮のナンバーで後にUF46A-39501 - 39505に改番された。

### 38000番台
38001 - 38007
福岡運輸所有。全高2530mm（規格外）、全長9410mm（規格外）、全幅規格外。コキ100系積載限定。福岡貨物ターミナル駅 - 東京貨物ターミナル駅専用。青函トンネル通過禁止。

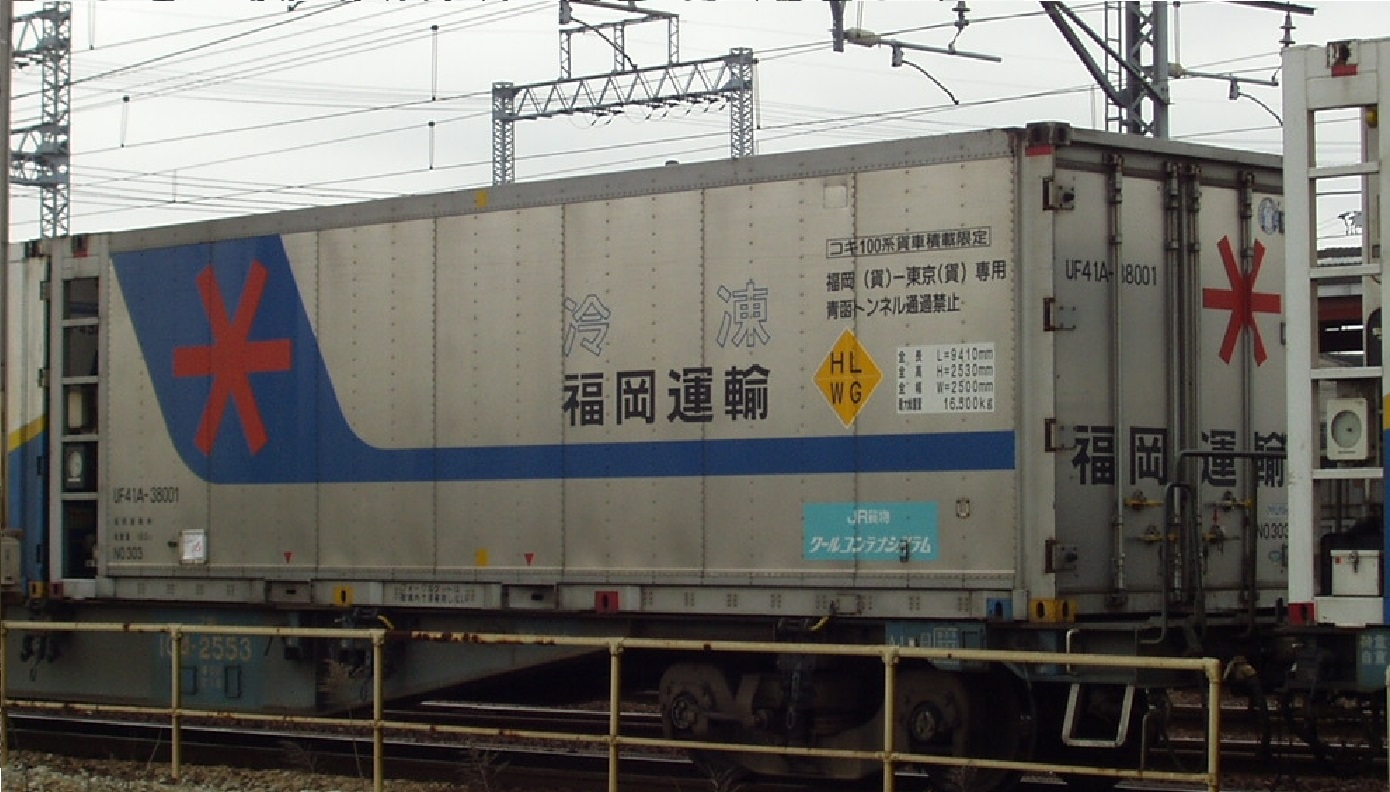
UF41A-38001 福岡運輸所有。

38008 ・ 38009
西武建設運輸所有、ロジネットジャパン借受。
初の冷凍ウイングコンテナ。製造は日本フルハーフ。